# Uranotaenia nivea
Uranotaenia nivea är en tvåvingeart som beskrevs av George Frederick Leicester 1908. Uranotaenia nivea ingår i släktet Uranotaenia och familjen stickmyggor. Inga underarter finns listade i Catalogue of Life.